# Timothy Herman
Timothy Herman (* 19. Oktober 1990 in Oudenaarde) ist ein belgischer Leichtathlet, der sich auf den Speerwurf spezialisiert hat und aktuell Inhaber des Landesrekordes ist.

## Sportliche Laufbahn
Erste internationale Erfahrungen sammelte Timothy Herman beim Europäischen Olympischen Jugendfestival 2007 in Belgrad, bei dem er mit einer Weite von 68,78 m den fünften Platz belegte. 2022 gelangte er bei den Europameisterschaften in München mit 74,84 m auf den zehnten Platz und im Jahr darauf siegte er beim Kip Keino Classic mit neuem Landesrekord von 87,35 m. Anschließend wurde er bei der 1. Liga der Team-Europameisterschaft im Rahmen der Europaspiele in Chorzów mit 81,67 m Zweiter. Im August gelangte er bei den Weltmeisterschaften in Budapest mit 74,56 m im Finale auf den zwölften Platz. 2024 verpasste er bei den Europameisterschaften in Rom mit 77,35 m den Finaleinzug und auch bei den Olympischen Sommerspielen im August in Paris kam er mit 79,42 m nicht über die Vorrunde hinaus.
In den Jahren von 2014 bis 2016 sowie von 2018 bis 2024 wurde Herman belgischer Meister im Speerwurf.